# فورد مادلز
فورد مادلز (انگلیسی: Ford Models) بنگاه مدلینگ بین‌المللی آمریکایی است که مرکز آن در شهر نیویورک مستقر است. در سال ۱۹۴۶ توسط آیلین فورد و همسرش جرارد دبلیو فورد تأسیس شد.